# Cuscomys oblativus
Cuscomys oblativus is een zoogdier uit de familie van de chinchillaratten (Abrocomidae). De soort komt voor in Peru.
Resten van Cuscomys oblativus werd in 1912 ontdekt. Aan de hand van skeletten in Inca-tombes werd het geclassificeerd bij het geslacht Abrocoma en als uitgestorven beschouwd. Van de soort werd vermoed dat het sinds omstreeks 1500 was uitgestorven. Later bleek dat deze chinchillarat tot Cuscomys behoort.
Cuscomys oblativus werd in 2009 weer waargenomen bij Macchu Picchu. Nieuwe waarnemingen volgden in 2014.